# Pseudomesochra longifurcata
Pseudomesochra longifurcata is een eenoogkreeftjessoort uit de familie van de Pseudotachidiidae. De wetenschappelijke naam van de soort is voor het eerst geldig gepubliceerd in 1902 door Scott T..